# 토레몰리노스 73
토레몰리노스 73(Torremolinos 73)은 덴마크에서 제작된 파블로 베르헤르 감독의 2003년 코미디, 드라마 영화이다. 하비에 카마라 등이 주연으로 출연하였고 토마스 시마데빌라 등이 제작에 참여하였다.

## 출연

### 주연
- 하비에 카마라
- 캔델라 페나

### 조연
- 후안 디에고
- 말레나 알테리오
- 페르난도 테제로
- 매즈 미켈슨
- 라몬 바레아
- 토머스 보 라센
- 누리아 곤잘레즈
- 마리비 빌바오
- 안나 와게너
- 제이미 블랑쉬
- 맥시모 발버드
- 카르멘 마치
- 티나 사인즈
- 반 헨릭슨

## 제작진
- 협력프로듀서: 파블로 베르헤르
- 의상: 에스티발리즈 마르키에기
- 배역: 루이스 산 나르시소